# Mel Collins
Mel Collins, född Melvyn Desmond Collins den 5 september 1947 på Isle of Man, är en brittisk saxofonist och flöjtist. Han spelar bland annat på albumet Slowhand med Eric Clapton.